# 福田寺 (加古川市)
福田寺（ふくでんじ）は、兵庫県加古川市にある曹洞宗の寺院。山号は大津山。本尊は十一面観音。

## 歴史
この寺は、606年聖徳太子によって開かれたと伝えられる。南北朝時代から室町時代にかけては赤松氏の帰依を得、赤松則村（1277年～1350年）や赤松政則（1455年～1496年）が堂宇を建立・改修したとされる。
戦国時代兵火にあって焼失したが、文禄年間（1592年～1596年）曹洞宗に改められた。

## 行事
- 1月1日 〜1月3日- 修正会
- 1月26日 - 高祖降誕会
- 2月15日 -
- 3月 - 彼岸会
- 5月8日 - 降誕会・花祭り
- 8月15日 - 孟蘭盆会
- 9月 -　彼岸会
- 9月29日 両祖忌
- 12月8日 - 成道会
- 毎月17日 - 観音講
- 毎月20日 - 弘法大師講

## 文化財

### 県指定文化財
- 石造十一重塔 - 1976年（昭和51年）3月23日指定[1]。正和2年（1313年）作、監修は文観房殊音（後の後醍醐天皇の腹心）、実製作は伊行恒もしくは念心の工房か[2]。

## 所在地
兵庫県加古川市加古川町稲屋607